# Igenväxning
Igenväxning är en del i successionen i ett ekosystem. Igenväxning är en naturlig process för sjöar, våtmarker, åkrar och ängar.
Åkrar och ängar växer igen av buskar och träd om de inte brukas. Detta är en naturlig process, men är inte alltid önskvärd då exempelvis betade ängar utgör livsmiljöer för många djur och växter.
En sjö grundas upp av växtdelar och partiklar som sedimenterar på bottnen. När uppgrundningen gått tillräckligt långt växer bladvass, starr och andra rotade övervattensväxter in i sjön. Sjön har blivit en våtmark. Våtmarken fortsätter att lagra på oförmultnade växtdelar. Efter en tid tappar markytan kontakt med grundvattnet och blir torrare. När våtmarken blir torrare kan träd vandra in. Processen fortsätter tills där växer en skog. Skogen är ofta slutet (klimaxstadium) på en succession.
Igenväxningen av sjöar har ofta påskyndats av mänskliga aktiviteter som övergödning, markavvattning och sjösänkningar.